# 埃里克·約翰松·瓦薩
埃里克·約翰松·瓦薩（瑞典語：Erik Johansson Vasa，約1470年—1520年11月8日），瑞典貴族，瓦薩王朝建立者古斯塔夫一世的父親。
埃里克的父親是約翰·克里斯蒂恩松·瓦薩，母親是瑞典國家攝政老斯頓·斯圖雷的姐妹。1520年，丹麥國王克里斯蒂安二世佔領斯德哥爾摩並處決眾多斯圖雷家族的黨羽及支持者，史稱「斯德哥爾摩慘案」。埃里克亦於事件中喪生。

## 家庭
埃里克的妻子是塞西莉亞·曼斯多塔，兩人共有2子4女：
1. 古斯塔夫（1496年—1560年）
2. 瑪格麗塔（英语：Margareta Eriksdotter Vasa）（1497年—1536年）
3. 馬格努斯（1501年—1529年）
4. 安娜（1503年—1545年）
5. 瑪塔（1507年—1523年），早逝
6. 埃梅倫提亞（1507年—1523年），早逝

## 延伸阅读
- Ahnlund, Nils. Gustav Adolf the Great. Princeton, NJ: Princeton University Press, 1940.